# Šarlyk
Šarlyk (in russo Шарлык?) è un villaggio della Russia europea sudorientale, situato nell'oblast' di Orenburg; è il centro amministrativo del rajon Šarlykskij.
Si trova 148 km a nord-nord-ovest di Orenburg.